# Private teaterskoler
 Denne artikel omhandler overvejende eller alene danske forhold. Hjælp gerne med at gøre artiklen mere almen.
De private teaterskoler  er skoler, der uddanner skuespillere. Flere unge, danske skuespilleraspiranter søger ind på disse selvfinansierede studier, både i Danmark, i Sverige og i New York [kilde mangler]. I udlandet findes en række private teaterskoler, der er SU-berettiget.
| Kunst og kultur | Spire Denne artikel om scenekunst og teater er en spire som bør udbygges. Du er velkommen til at hjælpe Wikipedia ved at udvide den. |